# Катастрофа Ту-134 под Первоуральском
Катастрофа Ту-134 под Первоуральском — авиационная катастрофа, произошедшая субботним днём 13 января 1990 года близ Первоуральска. Авиалайнер Ту-134А Волгоградского ОАО авиакомпании «Аэрофлот» выполнял регулярный внутренний рейс SU-6246 по маршруту Тюмень — Уфа — Волгоград, но через 21 минуту после взлёта из Тюменского аэропорта Рощино начался пожар, который полностью обесточил самолёт. Экипаж попытался аварийно сесть в Свердловском аэропорту Кольцово, но из-за обесточивания экипаж принял решение посадить лайнер на поляну. При посадке на большой скорости лайнер подскочил три раза и при третьем касании врезался в систему орошения, перевернулся на правое крыло и врезался в лесополосу, полностью разрушившись. Из находившегося на его борту 71 человека — 65 пассажиров и 6 членов экипажа погибли 27, выжили 44, из которых все получили ранения.

## Самолёт
Ту-134А (регистрационный номер СССР-65951, заводской 2351703, серийный 17-03) был построен заводом ХГАПП 29 сентября 1972 года и передан Министерству гражданской авиации, которое 3 июля того же года направило его в Шереметьевский ОАО (международные авиарейсы). 30 сентября 1976 года был переведён в 1-й Рижский ОАО Латвийского управления гражданской авиации (УГА), а 8 мая 1980 года — в Волгоградский ОАО Северо-Кавказского УГА. Оснащён двумя турбореактивными двигателями Д-30 производства Пермского моторного завода. На день катастрофы совершил 18 102 цикла «взлёт-посадка» и налетал 30 755 часов.

## Экипаж
Состав рейса SU-6246 пилотировал экипаж из 231-го лётного отряда ВолгоградскогоО ОАО, в состав которого входили 6 человек:
- Командир воздушного судна (КВС) — Владимир Евгеньевич Дунаев;
- Второй пилот — Александр Викторович Слепцов;
- Штурман — Георгий Евгеньевич Шилинков;
- Бортмеханик — Александр Николаевич Лукьянов;

В салоне авиалайнер работали две стюардессы:
- Любовь Николаевна Мотарева;
- Наталья Бобровских.

## Катастрофа
13 января 1990 года в 14:24 (здесь и далее время МСК+2 (YEKT)) рейс 6246 с 65 пассажирами и 6 членами экипажа вылетел из Тюменского аэропорта Рощино, а рейс выполнял Ту-134А борт СССР-65951, летящий из Тюмени в Волгоград с промежуточной остановкой в Уфе, после набора высоты лайнер занял эшелон полёта FL350 (10 650 метров). Всего на его борту находился 71 человек: 65 пассажиров и 6 членов экипажа.
В 14:45:04 экипаж связался с авиадиспетчером и доложил, что занял эшелон 10 650 метров и что самолёт следует по трассе. В это же время в 14:45-14:46 в кабине сработала сигнализация «ПОЖАР В ЗАДНЕМ БАГАЖНОМ ОТДЕЛЕНИИ». Бортмеханик, взяв дымозащитную маску и огнетушитель, пошёл осматривать задний багажный отсек и убедился в наличии пожара, однако определить источник задымления и ликвидировать пожар он не сумел. На самом деле пожар начался ещё во время набора высоты, и вскоре огонь начал разрушать провода, в результате чего в 14:43-14:44 прекратил работу канал дальности РСБН, в 14:43:05 отключился речевой самописец МС-61Б, а в 14:47:20 из-за обесточивания отключились параметрические самописцы МСРП-64 и КЗ-63. Рейс 6246 в этот момент летел на эшелоне FL350 по курсу 256° с приборной скоростью 490 км/ч и при этом был полностью управляем, а из отклонений в работе были лишь резкий рост перепада давления воздуха в линии вентиляции, а также несколько ложных команд: «КРЕН ВЕЛИК», «ПОЖАРНЫЙ КРАН ДВИГАТЕЛЯ № 1 ЗАКРЫТ», «ОПАСНАЯ СКОРОСТЬ СБЛИЖЕНИЯ С ЗЕМЛЁЙ» и «ПОЖАРНЫЙ КРАН ДВИГАТЕЛЯ № 2 ЗАКРЫТ».
В 14:48:01 сработала сигнализация «ПОЖАР ВСУ», в 14:48:57 пилоты связались с авиадиспетчером, доложили о пожаре на борту и запросили разрешение на экстренное снижение и посадку в Свердловске (аэропорт Кольцово). В ответ в 14:49:09 диспетчер дал удаление от аэропорта и азимут, а также разрешил снижение до высоты 4800 метров. В 14:49:37 лайнер начал снижаться с курсом 258°, обратным посадочному курсу (78°), в процессе экипаж выпустил шасси. Небо над Свердловской областью в это время было затянуто облаками, ветер северо-восточный умеренный, шёл снег, видимость 4-6 километров.
В 12:53:56 экипаж получил указание выполнять левый разворот и начал его выполнять, находясь при этом в облаках. Из-за облачности метка самолёта на экране радиолокатора была неустойчивой, поэтому авиадиспетчер давал только пеленги. Вскоре на борту лайнера отключились оба преобразователя однофазного переменного тока ПО-4500 (питание напряжением 115 В), из-за чего в 14:54:40 остановился преобразователь высоты ответчика (СОМ-64). В 14:54:52, выполняя левый разворот, пилоты доложили, что они заняли высоту 1800 метров и что у них пожар обоих двигателей. С целью уменьшить тягу и снизить скорость на посадке, тем самым сократив длину пробега, в 15:55:09 экипаж отключил двигатель № 2 (правый), когда через 11 секунд (в 14:55:20) из-за одновременного отключения двух потребителей ПТ-1000Ц (питание напряжением 36 В) и преобразователя ПТ-200Ц авиагоризонты ПП-75 у обоих пилотов и у курсовой системы КС-8 «застыли». Возникла ситуация, когда экипаж не знал своего точного местонахождения и навигационные приборы отказывали один за другим. В связи с этим было принято оправданное решение — аварийная посадка вне аэродрома на поле. В 14:55:31 пилоты в последний раз вышли на связь с авиадиспетчером и установил давление на высотомерах. Далее экипаж вышел на визуальный полёт и выбрал подходящую площадку длиной около 1000 метров.
В 14:56:40 (12:56:40 МСК) в 49 километрах западней (азимут 285°) аэропорта Кольцово летевший по курсу 150° рейс SU-6246 с выпущенными шасси и убранными закрылками приземлился на заснеженное поле. Зарываясь в снег, все три стойки шасси начали разрушаться. Промчавшись по снегу 148 метров, лайнер оторвался от земли и пролетел 104 метра, после чего вновь коснулся земли обеими стойками основного шасси и левой плоскостью крыла, а через 44 метра вновь поднялся вверх. Пролетев ещё 180 метров, лайнер в третий раз коснулся земли и в тот же момент врезался в стационарную систему орошения, из-за чего оторвалась правая плоскость крыла с правой гондолой шасси. Из-за высокой скорости подъёмная сила левой плоскости крыла перевернула самолёт шасси вверх. Проскользив «на спине» ещё несколько сотен метров и лишившись киля и обоих стабилизаторов, рейс SU-6246 врезался в деревья лесополосы и разрушился. Лайнер остановился в 1028 метрах от места первого касания земли.
На месте катастрофы погибли 2 члена экипажа и 22 пассажира, позже в больницах от ран скончались ещё 2 члена экипажа и 1 пассажир. Всего в катастрофе погибли 27 человек — 4 члена экипажа (КВС, второй пилот, штурман и стюардесса Мотарева) и 23 пассажира, выжили 44 человека — 2 члена экипажа (бортмеханик и стюардесса Бобровских) и 42 пассажира.

## Расследование
Согласно проведённым исследованиям было определено, что пожар возник из-за короткого замыкания электрических проводов, вызванного нарушением изоляции. Пожар проходил в районе 48-50 шпангоутов левого борта в пространстве заднего багажного отсека. Это был единственный очаг возгорания, так как оба двигателя и ВСУ были исправны и признаков пожара на них не наблюдалось. Когда же самолёт перед катастрофой полностью обесточился, пожар сразу прекратился.